# ويلوين هاتفيلد (دائرة انتخابية في المملكة المتحدة)
ويلوين هاتفيلد (بالإنجليزية: Welwyn Hatfield)‏ هي إحدى الدوائر الانتخابية في المملكة المتحدة الممثلة في مجلس العموم في برلمان المملكة المتحدة.
عضو البرلمان الذي يمثلها حالياً هو :Grant Shapps (Con).